# Ingemar Wikström
Kurt Ingemar Wikström, född 7 november 1953 i Vä, är en svensk före detta bordtennisspelare. Han vann både EM- och VM-guld i lag. Han tävlade för Sölvesborgs BTK.
Under sin karriär tog han 2 medaljer i bordtennis-VM, 1 guld och 1 brons. 
Han tog även 3 medaljer  i Bordtennis EM, 1 guld, 1 silver och 1 brons

## Meriter
- Bordtennis VM
  - 1973 i Sarajevo
    - 1:a plats med det svenska laget

  - 1975 i Calcutta
    - 3:e plats med det svenska laget

- Bordtennis EM
  - 1974 i Novi Sad
    - Kvartsfinal singel
    - 1:a plats med det svenska laget

  - 1976 i Prag
    - 3:e plats dubbel (med Bela Frank, Ungern)
    - 2:a plats med det svenska laget

- Nordiska mästerskapen - guldmedaljer
  - Dubbel - 1973
  - Mixed dubbel – 1973
  - Lag - 1973, 1975